# Campos del Río
Campos del Río es un municipio español situado en el interior de la Región de Murcia, en la comarca del Río Mula. Cuenta con 2151 habitantes (INE 2024).

## Geografía

### Localidades limítrofes
El término municipal de Campos del Río limita con:
| Noroeste: Mula   | Norte: Ricote | Noreste: Ojós, Villanueva del Río Segura |
| Oeste: Albudeite |               | Este: Alguazas                           |
| Suroeste Mula    | Sur: Murcia   | Sureste: Las Torres de Cotillas          |

El municipio cuenta con una urbanización llamada “Campos de Murcia”, habitada mayoritariamente por población extranjera. También existe una pedanía llamada "Los Rodeos".

## Historia
Una de las primeras referencias históricas sobre Campos del Río se encuentra en un privilegio rodado firmado en 1257 por Alfonso X de Castilla, en el que cedía al concejo de Mula la aldea de Campos, "la que es entre Albudeyt et Molina et Murçia", con todos sus derechos, heredamientos, montes y fuentes.
El pueblo de Campos se independizaría definitivamente del municipio de Mula hacia 1845, formando parte de la provincia de Murcia que se había creado en la reforma administrativa de 1833. Hasta la reforma de la nomenclatura municipal de 1916 el municipio se llamaba simplemente Campos. En dicha fecha su nombre fue modificado por el de Campos del Río.
En 1933 se abrió al tráfico la línea Murcia-Caravaca, que permitió la conexión de la comarca con el resto de la red ferroviaria española. El municipio contaba con una estación propia. La explotación del trazado fue, sin embargo, poco rentable desde sus inicios y la línea terminaría siendo clausurada en 1971.

## Demografía
Cuenta con una población de 2151 habitantes (INE 2024).

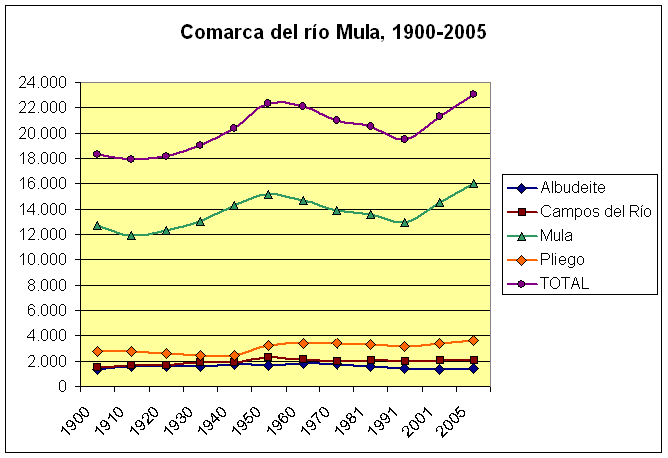
Evolución demográfica de Campos del Río (en rojo) en el contexto de la comarca (total en lila)

| Gráfica de evolución demográfica de Campos del Río entre 1857 y 2021 |
| |
| Población de derecho según los censos de población del INE Población de hecho según los censos de población del INEEn estos censos se denominaba Campos: 1860, 1877, 1887, 1897, 1900 y 1910 Entre el censo de 1857 y el anterior, aparece este municipio porque se segrega del municipio 30029 (Mula) hacia 1845 |

## Economía
Su economía está basada en el pequeño comercio, ganadería y agricultura. 
El cierre de la planta de la conservera Halcón Foods supuso un mazazo para la economía del municipio.
Gracias a las nuevas tecnologías se están creando en la localidad varias empresas de comercio electrónico.
Campos del Río es sede de un nuevo Centro penitenciario, el segundo en activo de la Región de Murcia.

## Ayuntamiento
| Partido                   | 2023    | 2023       | 2019    | 2019       |
| Partido                   | % Votos | Concejales | % Votos | Concejales |
| Partido Socialista (PSOE) | 55,16%  | 6          | 62,5 %  | 7          |
| Por mi Región             | 31,65%  | 4          |         |            |
| Partido Popular (PP)      | 12,61%  | 1          | 34,01%  | 4          |

## Monumentos

### Monumentos religiosos
- Antigua iglesia parroquial de San Juan Bautista, llamada iglesia vieja (siglo XVIII)

### Monumentos civiles

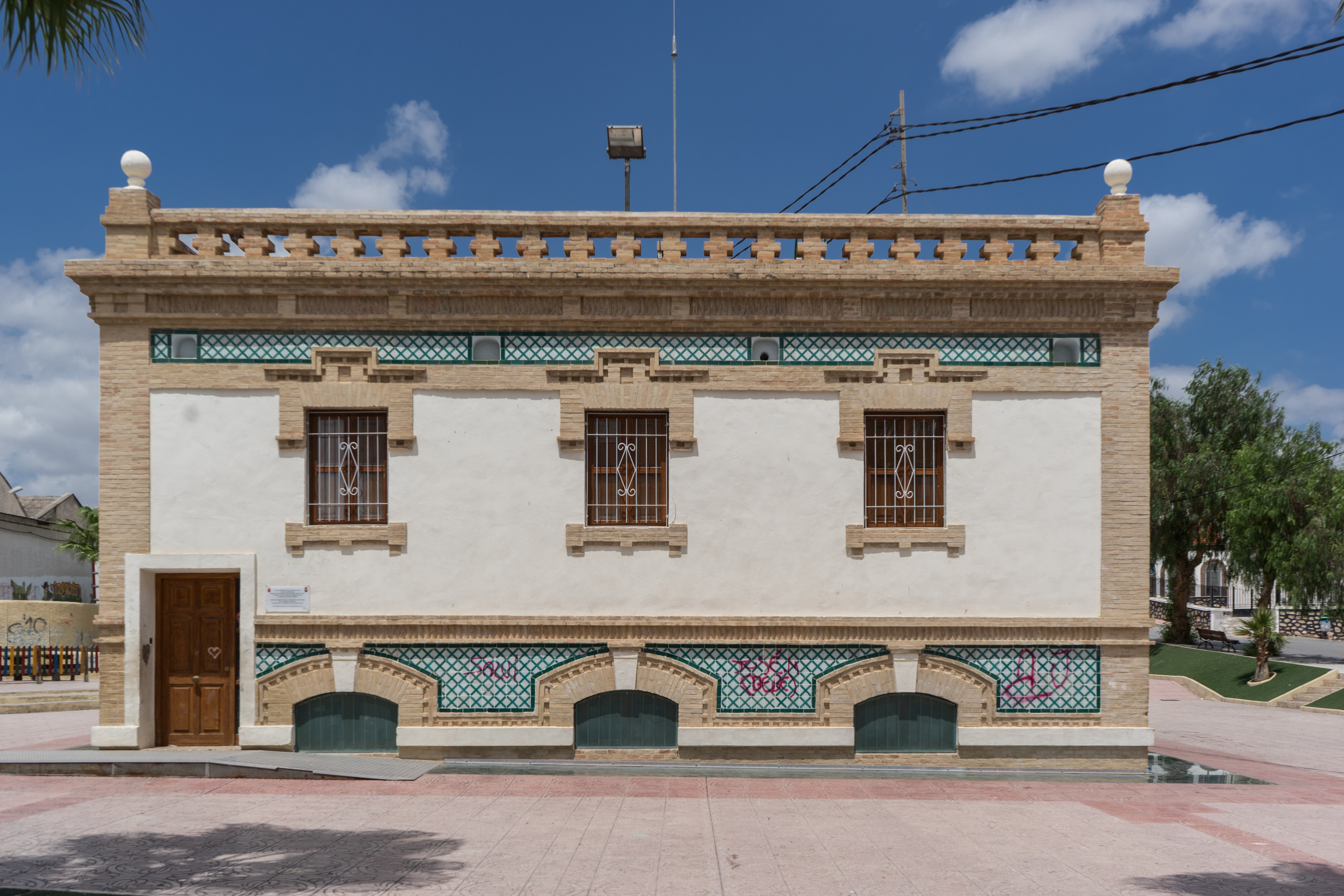
Albergue de Campos del Río, en el edificio de la antigua estación de ferrocarril.

- Torre del Reloj
- Mirador del Castillo
- Antiguo puente sobre el río Mula

## Cultura
- Biblioteca Miguel de Cervantes

## Gastronomía
- gachasmigas
- migas con tropezones
- pimpirrana
- queso de cabra elaborado artesanalmente

Término municipal de Campos del Río respecto a la Región de Murcia.

- arroz y conejo con caracoles
- potaje de hinojos
- arroz con leche
- paparajotes

## Fiestas
- San Antón (17 de enero)
- Fiestas en honor a San José (19 de marzo): se celebra en la pedanía de Los Rodeos
- Fiestas patronales en honor a San Juan (24 de junio)
- Gran Fiesta del Deporte "Campos Joven" (en septiembre y octubre)

## Comunicaciones

### Por carretera
La principal vía de comunicación es la autovía RM-15, que comunica el municipio con Murcia. Otras vías relevantes son las carreteras RM-531, RM-B11 y RM-B31.

### Autobús
Prestan servicio las siguientes líneas de autobús interurbano:
| Línea     | Recorrido                        | Operador |
| --------- | -------------------------------- | -------- |
| MUR-025-1 | Caravaca de la Cruz - Murcia     | Interbus |
| MUR-025-3 | Mula - Molina de Segura - Murcia | Interbus |